# Segimon Malats i Codina
Segimon Malats i Codina (Santa Eugènia de Berga, 1747 – Madrid, 1826) fou un veterinari català.